# Automeris roseus
Automeris roseus är en fjärilsart som beskrevs av Köhler 1935. Automeris roseus ingår i släktet Automeris och familjen påfågelsspinnare. Inga underarter finns listade i Catalogue of Life.